# Peru International 2023
Die Peru International 2023 im Badminton (offiziell Perú Challenge 2023) fanden vom 20. bis zum 24. September 2023 in Lima statt.

## Sieger und Platzierte
| Disziplin    | Gold                               | Silber                    | Bronze                         |
| ------------ | ---------------------------------- | ------------------------- | ------------------------------ |
| Herreneinzel | Takuma Kawamoto                    | Kevin Cordón              | Victor Lai                     |
| Herreneinzel | Takuma Kawamoto                    | Kevin Cordón              | Giovanni Toti                  |
| Dameneinzel  | Kaoru Sugiyama                     | Inés Castillo             | Keisha Fatimah Az Zahra        |
| Dameneinzel  | Kaoru Sugiyama                     | Inés Castillo             | Disha Gupta                    |
| Herrendoppel | Kevin Lee Ty Alexander Lindeman    | Adam Dong Nyl Yakura      | Joshua Magee Paul Reynolds     |
| Herrendoppel | Kevin Lee Ty Alexander Lindeman    | Adam Dong Nyl Yakura      | Fabrício Farias Davi Silva     |
| Damendoppel  | Annie Xu Kerry Xu                  | Jaqueline Lima Sâmia Lima | Kaitlyn Ea Gronya Somerville   |
| Damendoppel  | Annie Xu Kerry Xu                  | Jaqueline Lima Sâmia Lima | Catherine Choi Josephine Wu    |
| Mixed        | Ty Alexander Lindeman Josephine Wu | Vinson Chiu Jennie Gai    | Kenneth Choo Gronya Somerville |
| Mixed        | Ty Alexander Lindeman Josephine Wu | Vinson Chiu Jennie Gai    | Davi Silva Sânia Lima          |